# Rhamphostomella radiatula
Rhamphostomella radiatula is een mosdiertjessoort uit de familie van de Umbonulidae. De wetenschappelijke naam van de soort is, als Lepralia radiatula, voor het eerst geldig gepubliceerd in 1877 door Hincks.